# Poliptyk Kielecki
Poliptyk Kielecki (lub Poliptyk Świętokrzyski) – zbiór czterech oratoriów do słów Zbigniewa Książka.
Pierwotnie, gdy w skład całości wchodziły tylko trzy oratoria, zbiór nazywany był Tryptykiem Świętokrzyskim lub Tryptykiem Kieleckim. Autorem muzyki do pierwszych trzech oratoriów jest Piotr Rubik, zaś muzykę do czwartej, najnowszej części skomponował Bartłomiej Gliniak. 
Pomysłodawcą i mecenasem całego dzieła jest prezydent Kielc (wcześniej wojewoda świętokrzyski) Wojciech Lubawski.
Pierwsze dwie części (Świętokrzyska Golgota - 2004, Tu Es Petrus - 2005) są zadedykowane papieżowi, Janowi Pawłowi II. Tu Es Petrus powstało tuż po jego śmierci i w tytule nawiązuje do osoby Biskupa Rzymu. Trzecia część nosi nazwę Psałterz wrześniowy (2006) i nawiązuje do dwóch wrześniów – 1939 i 2001.
Czwarta część oratorium do słów Zbigniewa Książka nosi tytuł Siedem Pieśni Marii. Autorem muzyki do niej jest kompozytor Bartłomiej Gliniak. Oratorium, którego prapremiera odbyła się w Kielcach 26 września 2007, poświęcone jest siedmiu najważniejszym chwilom życia i uczuciom Najświętszej Marii Panny.
Pierwotna nazwa "tryptyk" nawiązywała do troistej budowy oraz liturgicznej genezy oratoriów. Pierwsza część miała powstać już na Festiwal Święty Krzyż 2000 w Kielcach, stąd pierwsza nazwa całego tryptyku. Wszystkie prapremiery miały miejsce w Kielcach. Ten fakt oraz mecenat kielecki nad całym dziełem przyczyniły się do nazwy "Poliptyk Kielecki".
W licznych wykonaniach poszczególnych części, często mających miejsce w kościołach, pierwotnie dyrygował Piotr Rubik, a wśród solistów pojawiają się zazwyczaj: Dorota Jarema, Joanna Słowińska, Olga Szomańska, Małgorzata Markiewicz, Maciej Miecznikowski, Przemysław Branny oraz Janusz Radek.